# Liste von Musiklabels/H

## H
| Name Musiklabel                    | Land                   | Sitz                       | Gründer                                                   | Jahr-Von            | Jahr-Bis          | Labelcode | Website       | Mutterlabel                       | Details |
| ---------------------------------- | ---------------------- | -------------------------- | --------------------------------------------------------- | ------------------- | ----------------- | --------- | ------------- | --------------------------------- | --- |
| H42 Records                        | Deutschland            | Hamburg                    | Jürgen Berndt                                             | 2012                |                   |           |               |                                   | |
| H&L Records                        | Vereinigte Staaten     |                            | Hugo Peretti und Luigi Creatore                           | 1976                | 1979              |           |               |                                   | |
| H. R. S. Records                   | Vereinigte Staaten     |                            | Steve Smith                                               | 1938                |                   |           |               |                                   | |
| Hachama                            | Japan                  |                            | Pony Canyon                                               |                     |                   |           |               | Up-Front Works                    | |
| Hades Records                      | Rumänien               |                            |                                                           | 2000                | 2011              |           |               |                                   | |
| Hänssler Classic                   | Deutschland            |                            | Friedrich Hänssler                                        | 1975                |                   | LC 06047  |               | Profil Medien GmbH                | Hänssler Verlag |
| Hänssler Musik                     | Deutschland            |                            | Friedrich Hänssler                                        |                     |                   |           |               |                                   | Hänssler Verlag |
| Hänssler Verlag                    | Deutschland            |                            | Friedrich Hänssler und Friedericke Händler                | 1919                |                   | LC 07224  |               |                                   | 2007 Fusion mit anderen evangelikalen Verlagen zum SCM-Verlag der Stiftung Christliche Medien |
| Hakatak International              | Vereinigte Staaten     |                            | Paul Robb                                                 | 1995                |                   |           |               |                                   | |
| Halix Records                      | Deutschland            | Augsburg                   | Ayhan Uslu                                                | 1980                |                   | LC 52953  | Halix Records | CILEM RECORDS INTERNATIONAL       | CILEM RECORDS INTERNATIONAL UG (haftungsbeschränkt) (CAE/IPI Nummer von HALIX RECORDS: 859712987) |
| Haldern Pop Recordings             | Deutschland            |                            | Stefan Reichmann                                          | 2004                |                   | LC 09219  |               |                                   | |
| Half A Cow                         | Australien             |                            | Nic Dalton, Miles Ferguson                                | 1990                |                   |           |               |                                   | |
| Hall of Sermon                     | Schweiz                |                            | Tilo Wolff                                                | 1991                |                   |           |               |                                   | |
| Hallmark Records                   | Vereinigtes Königreich |                            |                                                           | 1960er Jahre        |                   |           |               |                                   | |
| Hallucination Recordings           | Vereinigte Staaten     |                            | Monk and David Christophere                               |                     |                   |           |               |                                   | |
| Halunkenbande                      | Deutschland            |                            | Baba Saad (Saad El-Haddad)                                | 2011                |                   |           |               |                                   | |
| Hamburg Records                    | Deutschland            |                            | Flo V. Schwarz                                            | 2002                |                   | LC 12080  |               |                                   | |
| Hamilton Records                   | Vereinigte Staaten     |                            |                                                           | 1958                |                   |           |               | Dot Records                       | |
| Hammer Records                     | Ungarn                 | Budapest                   | Lásló Lénárd                                              | 1998                |                   |           |               | Hammer Music Kft.                 | |
| Hammerheart Records                | Niederlande            |                            | Peter van Ool und Guido Heijnens                          |                     |                   |           |               |                                   | Wurde 2004 in Karmageddon Media umbenannt wurde und 2011 unter altem Namen weitergeführt |
| Hammermill Records                 | Vereinigte Staaten     |                            |                                                           |                     |                   |           |               |                                   | |
| Hammock Music                      | Vereinigte Staaten     |                            | Marc Byrd, Andrew Thompson                                | 2005                |                   |           |               |                                   | |
| Hand Drawn Dracula                 | Kanada                 |                            | James Mejia J. Araujo                                     |                     |                   |           |               |                                   | |
| Handsome Boy Records               | Kanada                 |                            | Jeff Rogers                                               | 1994                |                   |           |               |                                   | |
| Hangars Liquides                   | Frankreich             |                            | Laurent Mialon                                            | 1998                |                   |           |               |                                   | |
| Hangman Records                    | Vereinigtes Königreich |                            | Billy Childish                                            |                     |                   |           |               |                                   | |
| Hanna Barbera Records              | Vereinigte Staaten     | Los Angeles                | William Hanna, Joseph Barbera, George Sidney              | 1957                | 2001              |           |               |                                   | |
| Hannibal Records                   | Vereinigtes Königreich |                            | Joe Boyd                                                  | 1980                |                   |           |               | Rykodisc                          | |
| Hansa Records                      | Deutschland            |                            | Peter Meisel, Thomas Meisel und Christian Bruhn           | 1962                |                   | LC 0835   |               | Hansa Musik Produktion            | Wurde 1985 an den Unterhaltungskonzern Bertelsmann verkauft. Das Label Hansa wird von Sony BMG in München weitergeführt. |
| Hanson Records                     | Vereinigte Staaten     | Oberlin, Ohio              | Aaron Dilloway                                            | 1994                |                   |           |               |                                   | |
| Happy Couples Never Last           | Vereinigte Staaten     | Indianapolis               | Clark Giles                                               | 1998                | Erloschen         |           |               |                                   | |
| Happy Happy Birthday To Me Records | Vereinigte Staaten     | Athens, Georgia            | Mike Turner                                               |                     |                   |           |               |                                   | |
| HappySad Records                   | Vereinigte Staaten     | New York City              | Paul Levinson und Ed Fox                                  | 1971                |                   |           |               |                                   | |
| Happy Tiger Records                | Vereinigte Staaten     | Century City, Los Angeles  |                                                           | 1969                | Erloschen         |           |               | Flying Tigers                     | |
| Hardwood Records                   | Kanada                 | Toronto                    | Hayden Desser                                             | 1994                |                   |           |               |                                   | |
| Harlekijn                          | Niederlande            |                            | Herman van Veen                                           | 1968                |                   |           |               |                                   | |
| Harmolodics                        | Vereinigte Staaten     | New York City              | Ornette Coleman und Denardo Coleman                       | 1995                |                   |           |               |                                   | |
| Harmona 3D                         | Österreich             |                            |                                                           |                     |                   | LC 04083  |               |                                   | |
| Harmonia Mundi                     | Frankreich             |                            | Bernard Coutaz                                            | 1958                |                   |           |               |                                   | |
| Harmony Records                    | Vereinigte Staaten     |                            |                                                           | Mitte 1920er Jahre  |                   |           |               | Columbia Records                  | |
| Harriet Records                    | Vereinigte Staaten     | Cambridge                  | Tim Alborn                                                | 1989                |                   |           |               |                                   | |
| Harthouse                          | Deutschland            |                            | Sven Väth, Matthias Hoffmann, Heinz Roth                  | 1992                |                   |           |               | daredo music GmbH                 | |
| Harvest Records                    | Vereinigtes Königreich |                            | EM                                                        | 1969                |                   |           |               |                                   | |
| Hatchet House                      | Vereinigte Staaten     | Royal Oak                  | Insane Clown Posse                                        | 2007                |                   |           |               |                                   | |
| HatHut Records                     | Schweiz                |                            | Werner X. Uehlinger                                       | 1975                |                   |           |               |                                   | |
| Haus der Musik                     | Deutschland            |                            | Klaus Heizmanns                                           | Um 1990             |                   |           |               |                                   | |
| Hausmusik                          | Deutschland            |                            | Wolfgang Petters                                          | 1991                | 2007              |           |               |                                   | |
| Havoc Records                      | Vereinigte Staaten     | Minneapolis                | Felix Havoc                                               | 1992                |                   |           | Website       |                                   | |
| Hazelwood (Label)                  | Deutschland            |                            | Gordon Friedrich, Wolfgang Gottlieb und Denis Gudlin      | 1996                |                   |           |               |                                   | |
| Head Not Found                     | Norwegen               |                            | Metalion                                                  | 1992                |                   |           |               |                                   | |
| Head Start Music Group             | Vereinigte Staaten     |                            |                                                           | 2005                |                   |           |               |                                   | |
| Headhunter Records                 | Vereinigte Staaten     | San Diego                  |                                                           | 1989                |                   |           |               |                                   | |
| Headrush Records                   | Deutschland            |                            | Roman „Roe Beardie“ Preylowski und Emanuel Rehwald        | Anfang 1990er Jahre |                   |           |               |                                   | |
| Headsplit Records                  | Vereinigte Staaten     | Portland                   | Disgustor                                                 | 2007                |                   |           | Website       |                                   | |
| Headwrecker Records                | Vereinigtes Königreich |                            |                                                           |                     |                   |           |               |                                   | |
| Hear Music                         | Vereinigte Staaten     |                            |                                                           | 1990                |                   |           |               | Concord Music Group and Starbucks | |
| Heart Warming                      | Vereinigte Staaten     | Nashville                  | John T. Benson Jr.                                        | 1962                |                   |           |               |                                   | |
| Heartbeat Records                  | Vereinigte Staaten     | Burlington (Massachusetts) | Duncan Browne und Bill Nowlin                             | 1981                |                   |           |               | Rounder Records                   | |
| Heartbeat Records                  | Vereinigtes Königreich | Bristol                    | Simon Edwards                                             | 1978                |                   |           |               |                                   | |
| Hearts of Space Records            | Vereinigte Staaten     |                            | Stephen Hill                                              | 1984                |                   |           |               |                                   | |
| Heaven Music                       | Griechenland           | Athen                      |                                                           | 2001                |                   |           |               | ANT1 Group                        | |
| Heaven Records                     | Vereinigtes Königreich | Nottingham                 | Fat Tulips                                                | 1989                |                   |           |               |                                   | |
| Heavenly Records                   | Vereinigtes Königreich |                            |                                                           | 1990                |                   |           |               |                                   | |
| Heavenly Sweetness                 | Frankreich             |                            | Franck Descollonges                                       | 2007                |                   |           |               |                                   | |
| Hed Artzi Music                    | Israel                 | Tel Aviv                   | Zvi Levin                                                 | 1946                |                   |           |               |                                   | |
| Hed Kandi                          | Vereinigtes Königreich |                            | Mark Doyle                                                | 1999                |                   |           |               |                                   | |
| Hefty Records                      | Vereinigte Staaten     | Chicago                    | John Hughes, Bill Ding und Dan Snazelle                   | 1995                |                   |           |               |                                   | |
| Heidens Hart                       | Niederlande            |                            | Arjan Peeks                                               | Arjan Peeks         |                   |           |               |                                   | |
| Heist Or Hit Records               | Vereinigtes Königreich | London                     | Mick Scholefield                                          | 2007                |                   |           |               |                                   | |
| Helicon Records                    | Israel                 |                            | Itzik Alsheikh und Ronny Brown                            | 1985                |                   |           |               |                                   | |
| Heliodor (Label)                   | Deutschland            |                            |                                                           | 1953/1954           |                   | LC 00765  |               | Deutschen Grammophon              | |
| Hell, etc.                         | Vereinigte Staaten     |                            | Marilyn Manson                                            | 2010                |                   |           |               |                                   | |
| Hellcat Records                    | Vereinigte Staaten     |                            | (Tim Armstrong und Transplants) und Chris LaSalle         | 1997                |                   |           |               | Epitaph Records                   | |
| Hellhound Records                  | Deutschland            |                            | Tom Reiss, Michael Böhl                                   | 1988                | 1996              |           |               |                                   | |
| Hello CD of the Month Club         | Vereinigte Staaten     | Palisades                  | John Flansburgh und Marjorie Galen                        | 1993                | 1996              |           |               |                                   | |
| Hello Cleveland!                   | Australien             | Darlinghurst               | One Louder Management                                     | 2001                |                   |           |               |                                   | |
| Hellspawn Records                  | Schweden               |                            | David Parland                                             | 1994                | 2003              |           |               |                                   | |
| Hep-Me Records                     | Vereinigte Staaten     |                            | Senator Jones                                             |                     |                   |           |               |                                   | |
| Hep Records                        | Vereinigtes Königreich |                            | Alastair Robertson                                        | 1974                |                   |           |               |                                   | |
| Her Royal Majesty’s Records        | Kanada                 | Vancouver                  | Bif Naked und Peter Karroll                               | 1995                |                   |           |               |                                   | |
| Herald AV Publications             | Vereinigtes Königreich |                            |                                                           | 1984                |                   |           |               |                                   | |
| Heritage Records                   | Vereinigtes Königreich | London                     | Tony Standish                                             | 1960                |                   |           |               |                                   | |
| Hermes Records                     | Iran                   | Teheran                    | Ramin Sadighi                                             | 1999                |                   |           |               |                                   | |
| Herwin Records                     | Vereinigte Staaten     |                            | Herbert Schiele und Edwin Schiele                         | 1924 1960er Jahre   | 1930              |           |               |                                   | Im Jahre 1930 wurde Herwin an die „Wisconsin Chair Company“ (die Mutterfirma von Paramount Records) verkauft. In den 1960er-Jahren wurde das Label von dem Plattensammler Bernard Klatzko wiederbelebt. |
| Herzog Records                     | Deutschland            |                            | Rüdiger Herzog                                            | 2006                |                   |           |               |                                   | |
| Hevy Devy Records                  | Kanada                 |                            | Devin Townsend                                            |                     |                   |           |               |                                   | |
| Hey!blau Records                   | Deutschland            | Köln                       | Thomas Mühlhoff                                           | 2009                |                   |           |               |                                   | |
| HGBS                               | Deutschland            |                            | Hans Georg Brunner-Schwer                                 | 1980er Jahre        |                   |           |               |                                   | |
| Hi Records                         | Vereinigte Staaten     |                            | Ray Harris, Bill Cantrell, Quinton Claunch und Joe Cuoghi | 1957                |                   |           |               |                                   | |
| Hi Life Recordings                 | Vereinigtes Königreich |                            |                                                           |                     |                   |           |               | Polydor Records                   | |
| Hi Or Hey Records                  | Australien             |                            | 5 Seconds of Summer                                       | 2014                |                   |           |               | Universal Music Group             | |
| Hi-Tide Recordings                 | Vereinigte Staaten     | Freehold                   | Vincent Minervino und Magdalena O’Connell                 | 2016                |                   |           | Website       |                                   | |
| Hib-Tone                           | Vereinigte Staaten     | Atlanta                    | Jonny Hibbert                                             | 1981                | 1985              |           |               |                                   | |
| Hickory Records                    | Vereinigte Staaten     |                            | Acuff-Rose Music                                          | 1954 2007           | 1979              |           |               | Sony/ATV Music Publishing         | |
| Hidden Beach Recordings            | Vereinigte Staaten     | Beverly Hills              | Steven McKeever                                           | 1998                |                   |           |               |                                   | |
| Hieroglyphics Imperium Recordings  | Vereinigte Staaten     | Oakland                    |                                                           | 1995                |                   |           |               |                                   | |
| Hifi Jazz Records                  | Vereinigte Staaten     |                            | David Axelrod                                             | 1958                | 1960er Jahre      |           |               |                                   | |
| High Roller Records                | Deutschland            | Zwickau                    | Steffen Boehm                                             | 2003                |                   |           |               |                                   | |
| High Street Records                | Vereinigte Staaten     |                            |                                                           | 1990                | 1997              |           |               | Windham Hill Records              | |
| High Voltage Records               | Australien             | Melbourne                  |                                                           | 2001                |                   |           |               |                                   | |
| High Water Recording Company       | Vereinigte Staaten     |                            | Dr. David Evans und der Memphis State University          | 1979                |                   |           |               |                                   | |
| Higher Ground Records              | Vereinigte Staaten     |                            |                                                           |                     |                   |           |               |                                   | |
| Higher Octave                      | Vereinigte Staaten     |                            |                                                           |                     |                   |           |               |                                   | |
| Higher State                       | Vereinigtes Königreich | London                     | Marc Dillon und Patrick Dickins                           | 1992                |                   |           |               |                                   | |
| Highland Records                   | Vereinigte Staaten     |                            | Sid Talmedge                                              | 1959                | 1969              |           |               | Malynn Enterprises                | |
| HighNote Records                   | Vereinigte Staaten     |                            | Joe Fields                                                | 1996                |                   |           |               |                                   | |
| HighTone Records                   | Vereinigte Staaten     | Oakland                    | Larry Sloven und Bruce Bromberg                           | 1983                | 2008              |           |               | Shout! Factory                    | |
| Hiljaiset Levyt                    | Finnland               | Tampere                    | Jukka Junttila                                            | Mitte 1980er Jahre  |                   |           |               |                                   | |
| HIM International Music            | Taiwan                 | Taipei                     | Lu Yan-qing                                               | 1999                |                   |           |               |                                   | |
| Hi-n-Dry                           | Vereinigte Staaten     | Cambridge                  | Mark Sandman                                              |                     |                   |           |               |                                   | |
| Hip Records                        | Vereinigte Staaten     |                            |                                                           | 1967                |                   |           |               | Stax Records                      | |
| Hip-O Records                      | Vereinigte Staaten     |                            | Doug Morris                                               | 1996                |                   |           |               | Universal Music Group             | |
| Hipposonic Studios                 | Kanada                 | Vancouver                  | Robert Darch                                              | 1989                |                   |           |               |                                   | |
| Hirntot Records                    | Deutschland            |                            | Blokkmonsta (Björn D.) und Uzi (Thomasz Michaelis)        | 2005                |                   |           |               |                                   | |
| Historic Masters                   | Vereinigtes Königreich | Takeley (Hertfordshire)    |                                                           |                     |                   |           |               |                                   | |
| Historical Records                 | Vereinigte Staaten     |                            | Arnold S. Caplin                                          | 1965                | Erloschen         |           |               |                                   | |
| Hit of the Week Records            | Vereinigte Staaten     | New York City              | Durium Products Corporation                               | 1930                | 1932              |           |               | Durium Products Corporation       | |
| Hobbledehoy Record Co.             | Australien             | Adelaide                   | Tom Majerczak                                             | 2006                |                   |           |               |                                   | |
| Höhnie Records                     | Deutschland            |                            | Andreas Höhn                                              | 1991                |                   |           |               |                                   | |
| Hörzu (Label)                      | Deutschland            |                            |                                                           | 1963                |                   |           |               |                                   | |
| Holiday Records                    | Vereinigte Staaten     | Philadelphia               | Dave Miller                                               |                     | 1953              |           |               |                                   | |
| Holiday Inn Records                | Vereinigte Staaten     | Nashville                  | Wayne Foster                                              | 1961                |                   |           |               | Holiday Inn                       | |
| Hollywood Records                  | Vereinigte Staaten     |                            | Michael Eisner                                            | 1989                |                   |           |               | Disney Music Group                | |
| Holy Roar Records                  | Vereinigtes Königreich | London                     | Alex Fitzpatrick und Ellen Godwin                         | 2006                |                   |           |               |                                   | |
| Home Sweet Home Records            | Vereinigte Staaten     | Dallas                     | Chris Christian                                           | 1981                |                   |           |               |                                   | |
| Homespun Records                   | Vereinigte Staaten     |                            | Rick Cassidy                                              | 1967                |                   |           |               |                                   | |
| Homestead Records (1920s)          | Vereinigte Staaten     |                            |                                                           | 1920er Jahre        | Erloschen         |           |               |                                   | |
| Homestead Records                  | Vereinigte Staaten     |                            | Sam Berger                                                | 1983                | 1996              |           |               |                                   | |
| Homestead Records (CMOC)           | Vereinigte Staaten     |                            |                                                           | Mitte 1920er Jahre  | 1932              |           |               | Chicago Mail Order Company (CMOC) | Im Januar 1932 übernahm das Major-Label Victor Records die Produktion der Homestead-Platten |
| Homophon (Label)                   | Deutschland            |                            | Hermann Eisner                                            | 1904                | 1932              |           |               |                                   | Das Plattenlabel wurde 1904 gegründet und blieb unter diesem Namen bis 1908 aktiv. Schließlich unterlag die Firma Homophon in einem von der Firma Zonophon 1907 angestrengten Patentstreit am Königlichen Landgericht Berlin und wechselte im August 1911 zu dem Namen Homokord. Allerdings wurde nur der Labelname geändert, die Firma hieß weiterhin Homophon. |
| Honest Don's Records               | Vereinigte Staaten     | San Francisco              | Fat Mike                                                  |                     |                   |           |               |                                   | |
| Honest Jon's                       | Vereinigtes Königreich | London                     |                                                           | 1974                |                   |           |               |                                   | |
| Hoo-Bangin' Records                | Vereinigte Staaten     | Los Angeles                | Dedrick Rolison                                           | 1996                |                   |           |               | Universal Music Group             | |
| Hope Recordings                    | Vereinigtes Königreich | Bristol                    | Leon Alexander und Steve Satterthwaite                    | 1998                |                   |           |               |                                   | |
| Hopeful Tragedy Records            | Kanada                 |                            | Your Favorite Enemies                                     | 2007                |                   |           |               |                                   | |
| HopeStreet Recordings              | Australien             | Melbourne                  | Bob Knob und Tristan Ludowyk                              | 2009                |                   |           |               |                                   | |
| Hopeless Records                   | Vereinigte Staaten     |                            | Louis Posen                                               | 1993                |                   |           |               |                                   | |
| Hope Music Group                   | Kamerun                |                            |                                                           | 2012                |                   |           |               | Philjohn Technologies             | |
| Horizon Records                    | Vereinigte Staaten     |                            | Dave Hubert                                               | 1960                | 1980              |           |               |                                   | |
| Horo Records                       | Italien                |                            | Aldo Sinesio                                              | 1972                | Ende 1970er Jahre |           |               |                                   | |
| Horror House Entertainment         | Vereinigte Staaten     | New York City              | Flatlinerz                                                | 2016                |                   |           |               |                                   | |
| Horror Pain Gore Death Productions | Vereinigte Staaten     | Philadelphia               |                                                           |                     |                   |           | Website       |                                   | |
| Hosanna! Music                     | Vereinigte Staaten     |                            |                                                           |                     |                   |           |               |                                   | |
| Hospital Records                   | Vereinigtes Königreich |                            | Tony Colman, Chris Goss                                   | 1996                |                   | LC 12939  |               |                                   | |
| HOSS Records                       | Vereinigte Staaten     | New York City              |                                                           | 2004                |                   |           |               |                                   | |
| Hostile Recordings                 | Vereinigte Staaten     |                            | Rostik Litvak und George Burshteyn                        |                     |                   |           |               |                                   | |
| Hot Wax Records                    | Vereinigte Staaten     | Detroit                    | Eddie Holland, Lamont Dozier und Brian Holland            | 1968                |                   |           |               |                                   | |
| Housecore Records                  | Vereinigte Staaten     |                            | Phil Anselmo                                              | 2001                |                   |           |               |                                   | |
| Household Name Records             | Vereinigtes Königreich |                            |                                                           | 1996                |                   |           |               |                                   | |
| Houseworks                         | Schweiz                |                            | DJ Antoine                                                | 1999                |                   | LC 9667   |               |                                   | |
| Huayi Brothers                     | Volksrepublik China    |                            | Wang Zhongjun und Wang Zhonglei                           | 1994                |                   |           |               |                                   | |
| Hugpatch Records                   | Vereinigte Staaten     | New York City              | Maxwell Williams                                          | 2006                |                   |           |               |                                   | |
| Hulk Räckorz                       | Deutschland            |                            | Band WIZO zusammen mit Fratz A. Thum                      | 1990                |                   |           |               |                                   | |
| Human Imprint                      | Vereinigte Staaten     | New York City              | Damian Higgins                                            | 2002                |                   |           |               |                                   | |
| Humming Bird Records               | Vereinigte Staaten     | Waco                       |                                                           | Mitte 1920er Jahre  | Erloschen         |           |               |                                   | |
| Humming Records                    | Deutschland            | Hamburg und Berlin         | Colin Hauer, Jörg Peters                                  | 2009                |                   | LC 24526  | Website       | NEUBAU Music                      | |
| Hungaroton                         | Ungarn                 |                            |                                                           | 1951                |                   |           |               |                                   | Wurde 1951 zunächst unter dem Namen „Qualiton“ als Staatsunternehmen gegründet |
| Hungry Music                       | Frankreich             | Aix-en-Provence            | Worakls, N'to, Joachim Pastor                             | 2013                |                   | LC 61344  |               |                                   | |
| Hush Records                       | Vereinigte Staaten     | Portland                   | Chad Crouch                                               | 1997                |                   |           |               |                                   | |
| Hushush                            | Kanada                 | Quebec                     | Dimitri della Faille                                      | 1998                |                   |           |               |                                   | |
| Hut Records                        | Vereinigtes Königreich |                            |                                                           | 1990                | 2004              |           |               | Virgin Records                    | |
| Hwem                               | Schweden               |                            |                                                           |                     |                   |           |               |                                   | |
| Hybris                             | Schweden               |                            | Mattias Lövkvist, John Gadnert und Kalle Magnusson.       | 2004                |                   |           |               |                                   | |
| Hydra Head Records                 | Vereinigte Staaten     |                            | Aaron Turner                                              | 1995                | 2012              |           |               |                                   | |
| Hyperdub                           | Vereinigtes Königreich |                            | Steve Goodman alias Kode9                                 | 2004                |                   |           |               |                                   | |
| Hyperion Records                   | Vereinigtes Königreich |                            | George Edward Perry                                       | 1980                |                   |           |               |                                   | |
| Hyperium Records                   | Deutschland            | Nürnberg                   | Oliver Rosch                                              | 1991                | 1999              | LC 03132  |               | Sinister Cromwell Corp.           | |
| Hypertek Digital                   | Nigeria                |                            | 2face Idibia                                              | 2006                |                   |           |               |                                   | |
| Hypertension Music                 | Deutschland            | Hamburg                    | Christian Thiel und Irene Bodschwinna                     | 1988                |                   | LC 07526  | Website       |                                   | |
| Hypnos                             | Vereinigte Staaten     | Portland                   | M. Griffin                                                | 1996                |                   |           |               |                                   | |
| Hypnotic Dirge Records             | Kanada                 | Esquimalt                  | Nicolas Skog                                              | 2008                |                   |           | Website       |                                   | |
| Hypnotize Minds                    | Vereinigte Staaten     |                            | DJ Paul und Juicy J                                       | 1994                |                   |           |               |                                   | |
| Häpna                              | Schweden               |                            |                                                           |                     |                   |           |               |                                   | |